# Stipa hans-meyeri
Stipa hans-meyeri är en gräsart som beskrevs av Pilg.. Stipa hans-meyeri ingår i släktet fjädergrässläktet, och familjen gräs. Inga underarter finns listade i Catalogue of Life.